# شبح المعبود
شبح المعبود (神クズ☆アイドル Kami Kuzu Aidoru) هي سلسلة مانغا يابانية كوميدية بواسطة هيجكي ايسوفلافون. لقد تم إجراء تسلسل في مجلة إيتشيجينشا للمانغا الشوجو منذ ديسمبر 2017 وقد تم تجميعها في 5 مجلدات. ترخيص المانغا في أمريكا الشمالية بواسطة كودانشا الولايات المتحدة الأمريكية. اقتباس أنمي تلفزيوني بواسطة أستوديو غوكومي مجدول للعرض في يوليو 2022.

## الشخصيات
يويا نيودو (仁淀ユウヤ Niyodo Yūya)
أداء صوتي: فوميا إيماي
أساهي موغامي (最上アサヒ Mogami Asahi)
أداء صوتي: ناو توياما
كازوكي يوشينو (吉野カズキ Yoshino Kazuki)
أداء صوتي: شون هوريي
شينانو هيتومي (信濃ヒトミ Shinano Hitomi)
أداء صوتي: إيري كيتامورا
كاسينغيكي (河川敷)
أداء صوتي: هيتومي أويدا
تسوغيكو (ツギコ)
أداء صوتي: يو تاتشي
سيغتارو (しぐたろ)
أداء صوتي: ماناكا إيوامي
الراوي (ナレーション Narēshon)
أداء صوتي: شو هايامي

## وسائل الإعلام

### المانغا
تم كتابة ورسم شبح المعبود بواسطة هيجكي ايسوفلافون. تم ترخيص المانجا في أمريكا الشمالية بواسطة كودانشا الولايات المتحدة الأمريكية.
| م. | الإصدار الياباني | الإصدار الياباني       | الإصدار الإنجليزي | الإصدار الإنجليزي      |
| م. | تاريخ الإصدار    | ردمك                   | تاريخ الإصدار     | ردمك                   |
| -- | ---------------- | ---------------------- | ----------------- | ---------------------- |
| 1  | 25 يونيو 2018    | ISBN 978-4-7580-3360-2 | 24 مايو 2022      | ISBN 978-1-64-651465-6 |
| 2  | 25 أبريل 2019    | ISBN 978-4-7580-3424-1 | 26 يوليو 2022     | ISBN 978-1-64-651585-1 |
| 3  | 25 يونيو 2020    | ISBN 978-4-7580-3524-8 | —                 | —                      |
| 4  | 24 أبريل 2021    | ISBN 978-4-7580-3601-6 | —                 | —                      |
| 5  | 25 يناير 2022    | ISBN 978-4-7580-3697-9 | —                 | —                      |

### الأنمي
تم الإعلان عن اقتباس مسلسل تلفزيوني للأنمي في 26 نوفمبر 2021. تم إنتاجه من قبل أستوديو غوموكي وإخراج دايسي فوكوكا، مع نصوص كتبها ياسوكو أوكي وتصميمات الشخصيات عالجها ساوري هوسودا. ومن المقرر أن يبدأ العرض الأول في يوليو 2022.

## الاستقبال
في عام 2019، احتل شبح المعبود المرتبة الثالثة في جائزة Next Manga الخامسة في فئة الطباعة.

## روابط خارجية
- باللغة اليابانية
- باللغة اليابانية
- شبح المعبود (مانغا) في شبكة أخبار الأنمي